# كاسي كاستلي
كاسي كاستلي (22 أغسطس 1991 في المملكة المتحدة - ) هو لاعب كرة قدم بريطاني في مركز الهجوم. شارك مع منتخب برمودا لكرة القدم. أما مع النوادي، فقد لعب مع Hamilton Parish F.C. ‏ وPHC Zebras ‏ وIMG Academy Bradenton ‏ وBermuda Hogges F.C. ‏.

## روابط خارجية
- كاسي كاستلي على موقع قاعدة بيانات كرة القدم.إي يو (الإنجليزية)
- كاسي كاستلي على موقع ناشيونال فوتبول تيمز (الإنجليزية)